# Selce (district de Krupina)
Selce (hongrois : Szelenc) est un village de Slovaquie situé dans la région de Banská Bystrica.

## Histoire
La première mention écrite du village date de 1303.

## Démographie

### Évolution de la population
| Année:               | 1994. | 2004.    | 2014.   | 2024.    |
| -------------------- | ----- | -------- | ------- | -------- |
| Nombre de personnes: | 135   | 112      | 101     | 82       |
| Différence:          |       | -17,03 % | -9,82 % | -18,81 % |

| Année:               | 2023. | 2024.   |
| -------------------- | ----- | ------- |
| Nombre de personnes: | 86    | 82      |
| Différence:          |       | -4,65 % |